# Сан-Мартинью-да-Кортиса
Сан-Мартинью-да-Кортиса (порт. São Martinho da Cortiça)  —  район (фрегезия) в Португалии,  входит в округ Коимбра. Является составной частью муниципалитета  Арганил. По старому административному делению входил в провинцию Бейра-Литорал. Входит в экономико-статистический  субрегион Пиньял-Интериор-Норте, который входит в Центральный регион. Население составляет 1536 человек на 2001 год. Занимает площадь 31,78 км².
Покровителем района считается С.-Мартинью-де-Думе (порт. S. Martinho de Dume). 